# 竞速者飓风

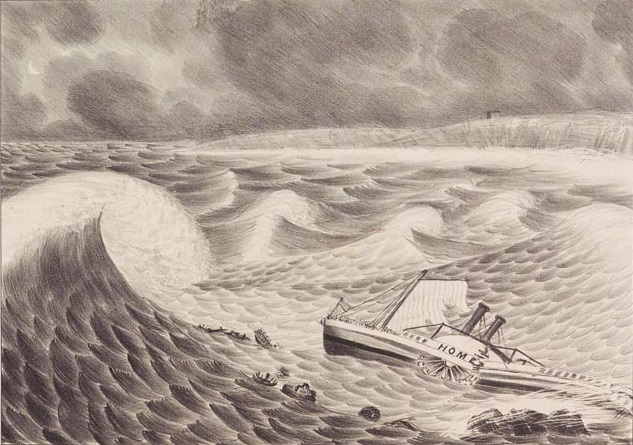
纳撒尼尔·卡里尔这幅石版画描绘美国“家园号”邮政蒸汽船在外滩群岛遇上竞速者飓风的情景

竞速者飓风是1837年10月初重创墨西哥东北部、德克萨斯共和国和美国墨西哥湾沿岸地区的强烈热带气旋，名称“竞速者”源自在加勒比海西北部遇到风暴的英国皇家海军同名舰只。据气象历史学家大卫·鲁德鲁姆记载，这场飓风在十九世纪所有热带气旋中无论知名度还是导致的破坏程度都名列前茅:144。9月26至27日，风暴首先在牙买加产生狂风暴雨并引发洪灾，然后于10月1日进入墨西哥湾。竞速者的移动速度在吹袭塔毛利帕斯州北部和德克萨斯共和国南部期间放缓，风暴随后向东北大幅转向。10月3日至7日，气旋袭击德克萨斯至佛罗里达狭地间的墨西哥湾沿岸地区。穿过美国东南部后，风暴于10月9日抵达南、北卡罗莱纳州近海的大西洋航道。
竞速者的影响范围很广。位于格兰德河南岸的马塔莫罗斯风力达到飓风强度并持续数天之久，船只破坏严重。德克萨斯沿海许多城镇被风暴潮淹没，洪水从沿海平原向内陆推进数十公里。加尔维斯顿岛变得满目疮痍，几乎所有建筑都被冲走，大部分船只搁浅。东面的庞恰特雷恩湖水位上涨2.4米，将新奥尔良低洼地区淹没。湖上许多汽船沉没，沿岸建筑被毁。密西西比州至亚拉巴马州同样受到风暴潮和狂风摧残，但程度较轻。美国东南部内陆的甘蔗和棉花作物损失惨重。10月9日，逐渐减弱的气旋抵达北卡罗莱纳州外滩群岛，“家园号”客轮在距哈特拉斯角仅90米左右近海搁浅，而且马上就在巨浪下解体，乘客及船员共有90人遇难，估计整场飓风一共夺走105条人命。

## 发展历程

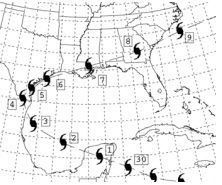
美国天气预报中心推测的风暴路径

风暴最早于9月22日在巴巴多斯出现，但此前的发展和源头已不可考，据推测可能是东风波西进期间形成的佛得角型飓风。9月26至27日，风暴逐渐增强并从牙买加以南近海经过，岛上狂风暴雨肆虐。9月28日，英国皇家海军“竞速者号”（HMS Racer）小型风帆战船在加勒比西北部遇到飓风。:145次日夜间，气旋风速达到蒲福氏风级最高的12级:135。狂风将战船的桅杆两次刮倒在横梁上，船上索具、导航用具和存粮几乎全部失落。下层甲板一名男子伤重不治，另有两名船员失踪:136，战船最后停靠古巴哈瓦那等待修补。为了纪念此次灾难，作家及历史学家通常将这个热带气旋称为“竞速者风暴”或“竞速者飓风”:145:133。
“竞速者号”尚在飓风内挣扎时，北面的皇家海军“伦达夫号”（Ringdove）也受到影响。两艘船经过尤卡坦海峡期间记录下持续数天的东风，表明气旋中心一直在船南面。:133风暴于10月1日穿过尤卡坦半岛北部，从尤卡坦州梅里达和西沙尔（Sisal）附近经过并继续向西北偏西方向穿越墨西哥湾:145。飓风存在的大部分时间都异常庞大，估计最高强度按如今的萨菲尔-辛普森飓风风力等级达到四级甚至五级飓风标准。10月3日，风暴中心在墨西哥最北端的格兰德河口附近短暂登陆:145，但很快就因北面强劲的高气压区阻挡停止前进并转向东北:34。10月3日至5日，气旋连续三天沿德克萨斯共和国海岸移动，然后继续向东沿美国墨西哥湾北岸平行移动。10月5日夜间至次日，飓风经过沙宾河并在路易斯安那州东南部普拉克明堂区的威尼斯（Venice）附近登陆。
新奥尔良从10月6日开始遭遇强烈的南风和东南风:33。据气象历史学家大卫·鲁德鲁姆（David M. Ludlum）记载，风暴很可能在亚拉巴马州莫比尔和佛罗里达州彭萨科拉间上岸。气旋与中心位于俄亥俄河上空的大规模高气压区形成极大气压差，导致北面远离飓风移动路线的地区风力仍然足以产生破坏。:146气旋向东北先后穿越亚拉巴马州、乔治亚州和南卡罗莱纳州内陆，10月8至10日影响南、北卡罗莱纳州大西洋沿海地区时风速依然达到飓风标准下限，然后从威尔明顿附近进入大西洋:146。气旋强度在开放海域上空回升并继续向东北移动，最终从百慕大北面经过并转变成温带气旋:143。
早在1838年，皇家工兵部队军官威廉·里德（William Reid）就曾研究加勒比海域船只的纪录，尝试推算这场风暴的移动路径。美国气象学家威廉·查尔斯·雷德菲尔德（William Charles Redfield）也曾推断飓风在美国东部的行动路线，不过直到1846年看到里德的研究结果后，雷德菲尔德才确认这个影响美国大范围地区的气旋就是竞速者飓风:31–32。此后多年里，两人继续研究对方及他人的发现完善纪录。

## 影响
据大卫·鲁德鲁姆记载，竞速者飓风“在十九世纪所有热带气旋中无论知名度还是导致的破坏程度都名列前茅”:144。估计风暴沿途共夺走105条人命。
牙买加因暴雨导致大范围街道被淹，迫使京斯敦绝大多数商家在风暴期间歇业。沿海部分船只从停泊处挣脱，其中一艘撞上码头并撞伤另一艘船，为避免更大损失只能凿沉。:141海地和古巴南岸地区同样受到气旋影响。

### 墨西哥
10月2日，位于格兰德河南岸的马塔莫罗斯开始遇到飓风强度狂风并持续数日之久。墨西哥北方部分地区这年夏天降雨量本就超过平均水平，这场飓风带来的倾盆大雨令形势更加严峻。正在马塔莫罗斯的自然史学家让-路易·贝兰迪耶（Jean-Louis Berlandier）10月1至4日共测得743毫米雨量，其中10月3日就有286毫米。他还详细记录自己在风暴期间的感受，声称可以听到约29公里外大浪冲击海岸的声音，还亲眼看到街道洪水中的海水泡沫。沿海部分船只沉没，位于格兰德河口的墨西哥海关大楼被毁，之后改在更安全的内陆重建:145。

### 德克萨斯共和国

风暴期间德克萨斯共和国（右下角，黄色）及争议领土（中间，绿色），右上方是美国，左下是墨西哥（橙色）。

德克萨斯共和国及当时尚有领土争议的纽埃塞斯带所有沿海地区都受到气旋重创。布拉索斯岛的定居点基本夷为平地，仅有少量建筑留存，船只全部搁浅或沉没。马塔哥达湾沿海社区损失惨重，许多建筑及码头都被卷走:145。北面的加尔维斯顿岛被1.8至2.1米的风暴潮淹没，建筑、物资和粮食几乎全部被毁。飓风来袭时，加尔维斯顿的港口内有30条船，之后仅有一艘留在原地:145–146。其中一艘双桅船在风浪中撞向三层高的仓库，导致建筑坍塌:145–146。加尔维斯顿被毁的船只中还包括两艘德克萨斯海军双桅纵帆船，部分居民依靠漂浮的各种碎片在洪水中坚持数天才获救:145–146。
洪水从沿海平原向内陆推进30公里，淹死许多牲畜。风暴潮把船只冲进内陆数英里远，萨宾水道附近就有一艘三桅帆船停在距海岸11公里的内陆。当地居民之后数十年都可以打捞木材充当薪柴或建筑材料。加尔维斯顿湾入海口附近的海岸线在大浪冲击下大幅变形，休斯敦的水位上涨1.2米。德克萨斯沿海各地灾情严重，但确知死亡的只有两人，其中加尔维斯顿一人:145–146。

### 美国
气旋在庞恰特雷恩湖产生2.4米的风暴潮，将新奥尔良南面直至勃艮第街的大范围地区淹没，许多民居的水深有0.6米:146。狂风刮倒烟囱、树木和护栏，还掀开民房的屋顶，部分屋顶甚至被吹到30米。新奥尔良即将建成的城市交易酒店（今奥兰多皇家酒店）破坏特别严重。新奥尔良成百上千的建筑受损或被毁，航运业损失更重创该市经济。
庞恰特雷恩港（现属新奥尔良）的码头和防波堤共受到价值五万美元的破坏，大部分建筑被风浪卷走，当地至少一人丧生，另外多人在从家中转移期间失踪。庞恰特雷恩湖许多汽船沉没，庞恰特雷恩铁路大部分铁轨被淹或冲毁，经济损失估计为十万美元。:146圣约翰河灯塔原址被飓风摧毁，这本是除十三殖民地外美国的第一座灯塔。因暴雨被淹的地区大多位于风暴路径北侧，路易斯安那州克林顿的瓢泼大雨持续两天之久。狂风将巴吞鲁日的民房摧毁，树木刮倒，城市周边的树林和种植园变得满目疮痍。:146农户损失的甘蔗和棉花多达三分之一。
密西西比州沿海所有码头被毁，大量淡水径流涌入圣路易斯湾，对当地珍贵的牡蛎海床造成严重影响。气旋在路易斯安那州和密西西比州至少夺走六条人命。飓风将亚拉巴马州莫比尔的树木连根拔起，还有包括教堂在内的多幢建筑受损。数英尺高的风暴潮将低洼地区淹没，以致渔民可以直接用船把渔获送到市场。部分商户因洪水受到少许损失，不过该市整体遭受的破坏较轻。有记载称亚拉巴州和佛罗里达狭地沿海码头和仓库损失惨重，但这可能是竞争对手故意夸大，不足采信:146。佛罗里达州阿巴拉契科拉湾和圣约瑟夫湾大量船只被毁。
美国东南部各地农业受到风暴重创，多条交通要道因树木倒塌无法通行。狂风波及范围远至田纳西州东部这样的内陆地区:146。10月8日至9日，弗吉尼亚州诺福克狂风肆虐，汽船只能停在码头。外滩群岛许多船只失踪或被毁。“坎伯兰号”双桅纵帆船在科尔堤岛（Core Banks）沉没，所幸船员全部获救，还打捞上部分货物。“企业号”双桅横帆船在博迪岛被毁，船上一人遇难。“艾米莉号”双桅纵帆船在昂斯洛县斯旺斯伯勒（Swansboro）搁浅，一名水手落水后溺毙。

#### “家园号”
新造的“家园号”客轮从纽约出发，计划驶往南卡罗莱纳州查尔斯顿。10月8日，该船遇到逐渐增强的东北风。:147当晚海况不断恶化，这艘全长67米的邮政蒸汽船因锅炉给水管破裂开始进水:110:18。次日早上，“家园号”的进水速度已经超出水泵处理极限，船长把船搁浅在哈特拉斯角（Cape Hatteras）以北约35公里位置。不久“家园号”再度启航，希望能抵达哈特拉斯角背风面并停靠到沙滩上。:147经船长下令，全体乘客和船员将水排入货舱。尽管众人已竭尽全力，发动机房依然被淹，船只能继续前行。10月9日深夜至次日凌晨，“家园号”在哈斯拉斯角以南仅90米近海搁浅。:110:147
大部分都已沉入水中的“家园号”在飓风激起的大浪下迅速解体，船上乘客及船员共130人，仅有20名乘客和包括船长在内的20名船员活着回到岸上:110。船上只有三艘救生艇，其中两艘在搁浅前就已被毁，另一艘下水后不久倾覆，导致十至十五人淹死:111:29。两名男子凭借船上仅有的两件救生衣安全抵达海滩:111。遇难者包括乔治亚州联邦参议员奥利弗·希尔豪斯·普林斯（Oliver H. Prince）夫妇，还有许多国会议员的亲友:112。“家园号”失事时，美国发生的客船事故逐渐增多，促使国会于1838年通过专门针对汽船的改进安全法规。